# Kauschkahorn
Das Kauschkahorn ist ein 2903 m ü. A. hoher Berggipfel des Panargenkamms in der Venedigergruppe. Der Gipfel liegt im Nordwesten Osttirols in der Gemeinde St. Jakob in Defereggen.

## Etymologie
Das Kauschkahorn wurde 1959 zu Ehren des deutschböhmischen Bergsteigers Rudolf Kauschka so benannt.

## Lage
Das Kauschkahorn ist ein wenig ausgeprägter Gipfel im Südosten des Panargenkamms am Verbindungsgrat zwischen dem Weißen Beil (2766 m ü. A.) im Südosten und der Seespitze (3021 m ü. A.) im Nordwesten. Am Grat zwischen Kauschkahorn und dem Weißen Beil besteht zudem mit dem Schober (2765 m ü. A.) eine südlich vorgelagerte Kuppe. Im Südwesten des Kauschkahorns liegt der Oberseitsee, der ins südlich gelegene Schwarzachtal entwässert. Im Norden liegen die Milltzgruben, die in das nördlich gelegene Trojeralmtal abfallen.

## Aufstiegsmöglichkeiten
Der Aufstieg auf das Kauschkahorn erfolgt zunächst am einfachsten analog zum Normalweg auf die nahe Seespitze. Hierzu folgt man von der Jägerstube in St. Jakob Innerberg dem markierten Weg zur Seespitzhütte. Im Bereich der Seespitzhütte verlässt man den markierten Weg und quert nach Nordwesten über Almböden in Richtung des Schobers (2765 m ü. A.) und steigt danach an diesem links vorbei aufwärts. Der Schlussanstieg erfolgt auf dem Kamm über Blöcke und zuletzt über eine kurze Plattenstufe zum Gipfel (II). Alternativ ist auch die Gratüberschreitung von der Seespitze möglich, wobei hier der scharfe Südostgrat der Seespitze mit einem schlanken Felsturm überwunden werden muss und danach von einer Gratscharte der Blockgrat zum Kauschkahorn bezwungen wird (stellenweise IV).